# Jefferson megye (Louisiana)
Jefferson megye az Amerikai Egyesült Államokban, azon belül Louisiana államban található. Megyeszékhelye Gretna, legnagyobb városa Metairie. Lakosainak száma 440 781 fő (2020. április 1.). Jefferson megye St. Tammany, Orleans, Plaquemines, Tangipahoa, Lafourche, Saint Charles és Saint John the Baptist megyékkel határos.

## Népesség
A megye népességének változása:
| Lakosok száma | 432 726 | 433 848 | 434 123 | 434 767 | 436 275 | 440 781 |
|               | 2010    | 2011    | 2012    | 2013    | 2015    | 2020    |